# Urupá
Urupá é um município brasileiro do estado de Rondônia.

## Geografia
Localiza-se a uma latitude 11º08'26" sul e a uma longitude 62º21'39" oeste, estando a uma altitude de 200 metros. Sua população estimada em 2017segundo o IBGE é de 13.106 habitantes.
Possui uma área de 831,857 km²

## História
O município foi criado em 13 de fevereiro de 1992, com áreas desmembradas dos municípios de Ouro Preto do Oeste e Alvorada do Oeste, o povoado surgiu com a implantação do Projeto de Assentamento (PA URUPÁ), pelo Instituto Nacional de Colonização e Reforma Agrária (INCRA), em 6 de julho de 1981.O Projeto de Assentamento Urupá foi implantado pelo Engenheiro Agrônomo Carlos Antonio de Siqueira Fontenele. O nome, que é uma homenagem ao rio Urupá, importante afluente do rio Machadinho ou Ji-Paraná, vem de uma tribo indígena que habitava a bacia hidrográfica desse importante rio rondoniense e provavelmente é uma alteração de Uru-Upaba, que significa lagoa do uru.
O projeto de emancipação tramitou na Assembleia Legislativa do Estado de Rondônia com o nome de Urupá, tendo feito parte do item IV, do parágrafo único, do artigo 42 das Disposições Transitórias da Constituição de 1989, para alcançar sua autonomia político-administrativa; e, uma vez arguida a inconstitucionalidade do ato, o município foi criado pela Lei nº 368, de 13 de fevereiro de 1992, assinada pelo governador Oswaldo Piana Filho, com área desmembradas dos Municípios de Ouro Preto do Oeste e Alvorada d'Oeste.

## Bairros
- Centro
- Sumaúma
- Novo Horizonte
- Alto Alegre
- Santíssima Trindade
- Jardim Urupá

## Economia
Sua economia durante muito tempo esteve baseada na agropecuária, com destaque para criação de rebanhos bovinos, no entanto hoje em dia a segunda maior renda do município é a produção de peixe e alevinos, tornando a região uma das maiores em produção de peixe.